# Peștera Voronya

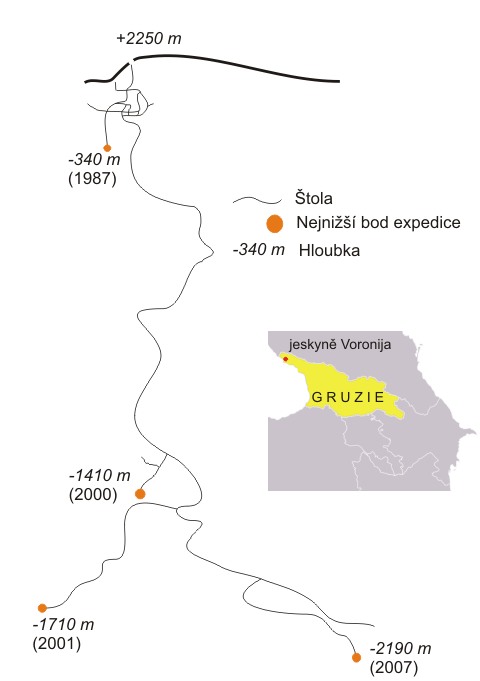
Schema peșterii Voronya

Peștera Voronya sau Peștera Krubera (numele preferat), este cea mai adâncă peșteră cunoscută pe Pământ. Este localizată în Masivul Arabika din lanțul montan Gagrinsky aflat în vestul Munților Caucaz, în districtul Gagra din Abhazia (Georgia).

## Date generale
Diferența de altitudine de la intrarea peșterii și cel mai adânc punct explorat este 2191 ± 20 de metri. A devenit peștera cea mai adâncă-cunoscută în lume în 2001, atunci când expediția Uniunii Ucrainiene de Speologie a ajuns la o adâncime de 1710 m, care a depășit adâncimea peșterii Lamprechtsofen, care este situată în Alpii austrieci. În 2004, pentru prima dată în istoria speologiei, expediția Uniunii Ucrainiene de Speologie a ajuns la o adâncime mai mare de 2.000 m, și au explorat pestera la -2080 m. Adâncimea maximă curentă de 2191 m ± 20 metri, a fost atinsă în timpul unei scufundări de 46 m a lui Gennadiiy Samokhin într-un pasaj terminal în timpul expediției din august-septembrie 2007. Este singura peșteră cunoscută de pe Pământ care are o adâncime mai mare de 2.000 de metri. Peștera Ciorilor are un sistem complex de tuneluri iar cea mai mare parte constă în puțuri adânci verticale, care sunt legate de pasaje. Intrarea peșterii este la o altitudine de 2.256 metri si este foarte ingustă.
Când speologi au început să exploreze peștera, una din greutățile cu care s-au confruntat au fost tunelurile inundate. Astfel, vizitatorii  trebuie să-și pună costum de scafandru și continue avansarea. Peștera este acum o destinație foarte cunoscută printre amatorii de speologie din întreaga lume.

## Nume
"Peștera Voronya" înseamnă "Peștera Ciorilor" în limba rusă. Acest nume a fost folosit de speologii din Kiev în anii 1980 datorită unor cuiburi de ciori situate la intrarea în peșteră, și apoi a rămas în literatura de specialitate și mass-media ca un al doilea nume pentru peșteră. Numele original "Krubera" a fost atribuit peșterii de speologii georgieni care au explorat intrarea în peșteră în 1960. Acest nume a fost dat după geograful rus Alexander Kruber. Numele "Peștera Krubera" are astfel prioritate.

## Localizare
Masivul Arabika, casa peșterii Krubera (Voronya), este unul dintre cele mai mari masive de munte format din calcar carstic în Caucazul de Vest. Acesta este compus din calcare din cretacicul inferior și Jurasicul superior. Peștera Krubera este situată la 2256 m altitudine în Valea Ortobalagan. 

## Istoria explorărilor

### Explorarea timpurie
La începutul secolului al XX-lea, Arabika a fost vizitat de faimosul speolog francez, Édouard-Alfred Martel, care a publicat mai multe lucrări despre masiv.  În 1909-1910 bine-cunoscut omul de știință rus Alexander Kruber a efectuat unele studii de teren în Arabika. El a publicat observațiile sale într-o serie de lucrări specifice despre Arabika și mai multe monografii majore. În următorii 50 ani nu au fost efectuate studii speciale despre peșterile din regiune.